# 加号与减号
加法符号（plus sign，符号：+）与减法符号（minus sign，符号：-），也简称为加号与减号，是用来表示正数和负数、加法与减法的数学符号。此组符号还因为各种相对其他事物的类似之处而被赋予了丰富的抽象含义。

## 历史
十五世纪的欧洲，人们通常使用字母 P 和 M 作为加号和减号。P 来自拉丁语  的首字母，意为「更多」；M 来自拉丁语  的首字母，意为「更少」。1494 年，卢卡·帕西奥利在威尼斯出版了自己的数学手册，其中首次使用了 p̄ 和 m̄（带横线的 P 和 M）表示加减。
加号 + 即拉丁语  的简化，意为「与」，和符号 & 的来历相似。减号 − 则可能源自 m̄ 上的波浪号，也可能只是 m 的简写。

## 字元編碼
| 名稱                       | 字元 | Unicode | ASCII | URL       | HTML （其他）           |
| -------------------------- | ---- | ------- | ----- | --------- | ----------------------- |
| 加号（Plus）               | +    | U+002B  | &#43; | %2B       |                         |
| 减号（Minus）              | −    | U+2212  |       | %E2%88%92 | &minus; &x2212; &#8722; |
| 连字暨减号（Hyphen-minus） | -    | U+002D  | &#45; | %2D       |                         |

加號、減號和「連字暨減號」

Unicode 減號和等號同高同寬。在大部份字型，其亦和數字同寬，以利對位。
连字暨减号（hyphen-minus sign）是 ASCII 版本的減號，亦用作連字號（hyphen）。其通常較加號短，高度亦不同。當只能用 ASCII 的場合可用來取代減號。